# Distretto di Fatehgarh Sahib
Il distretto di Fatehgarh Sahib è un distretto del Punjab, in India, di 539 751 abitanti. È situato nella divisione di Patiala e il suo capoluogo è Fatehgarh Sahib.